# Кларк, Кристал
Кристал Кларк (англ. Crystal Clarke; родилась в 1993 или 1994) — британская актриса театра, кино и телевидения.

## Биография
Кристал Кларк родилась в 1993 или 1994 году в графстве Уэссекс в Нью-Джерси, США. Её отец родом из Гайаны, а мать — с острова Тринидад. Кларк переехала в Великобританию и закончила Королевскую консерваторию в Глазго (2014 год). Карьеру актрисы она начала в лондонских театрах, позже сыграла второстепенные роли в двух эпизодах «Звёздных войн» — «Пробуждение силы» и «Последние джедаи». Наибольшую известность ей принесла роль Тины Аргайл в сериале BBC «Испытание невиновностью» по одноимённому роману Агаты Кристи. В 2019 году Кларк сыграла мисс Лэмб в телесериале «Сэндитон» по роману Джейн Остин.
В 2022 году Кларк получила роли в картинах «Русалка и дочь короля» и «Империя света».

## Фильмография
| Год  |   | Название                         | Роль                     |
| ---- | - | -------------------------------- | ------------------------ |
| 2015 | ф | Звёздные войны: Пробуждение силы | Имя персонажа не указано |
| 2016 | ф | Кредо убийцы                     | Самия                    |
| 2017 | ф | Звёздные войны: Последние джедаи | Имя персонажа не указано |
| 2018 | с | Испытание невиновностью          | Тина Аргайл              |
| 2019 | с | Сэндитон                         | мисс Лэмб                |
| 2022 | ф | Русалка и дочь короля            | Магали                   |
| 2022 | ф | Империя света                    | Руби                     |